# There Must Be More to Life Than This
«There Must Be More to Life Than This» — песня, записанная вокалистом Queen Фредди Меркьюри для его дебютного альбома Mr. Bad Guy. Она была выпущена 29 апреля 1985 года лейблом Columbia Records. Это восьмой трек на альбоме.
Песня изначально была записана группой Queen для альбома Hot Space, но в итоге не попала в финальную версию альбома. Песня была записана как дуэт Меркьюри и Майкла Джексона вместе с двумя другими песнями, State of Shock (которая была выпущена в 1984 году The Jackson с Миком Джаггером) и Victory (которая на сегодняшний день остается неизданной).

## Версия Queen и Michael Jackson
После смерти Майкла Джексона в 2009 году, гитарист группы Queen Брайан Мэй и барабанщик Роджер Тейлор начали делать шаги, чтобы выпустить все три песни Меркьюри и Джексона в 2012-м. Однако, переговоры давались с трудом. В конце концов, стороны смогли договориться только на выпуск There Must Be More to Life Than This.
Версия, которая появилась на альбоме Queen Forever является миксом Уильяма Орбита, с оригинальным аккомпанементом записанным во время сессий Hot Space, с Меем на гитаре, Тейлором на ударных и с бас-гитарисом Джоном Диконом, который отошёл от дел группы после 1997 года. Существует альтернативный микс, но был отклонен в пользу микса Орбита.

## В записи участвовали
- Фредди Меркьюри — вокал и бэк-вокал
- Брайан Мэй — гитара
- Джон Дикон — бас-гитара
- Роджер Тейлор — ударные, перкуссия
- Майкл Джексон — вокал, фортепиано